# IMI Galil

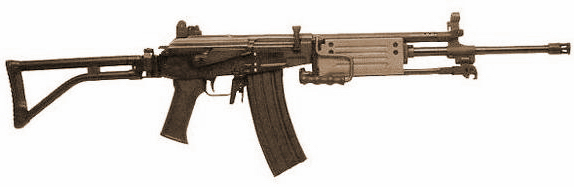
Galil ARM

Galil är samlingsnamnet för ett antal olika typer av automatkarbiner tillverkade av det israeliska företaget Galili. Modellen tillkom efter att den israeliska armén upptäckt brister på FN FAL som de var utrustade med. I grunden är vapnet en vidareutveckling av den finska 7,62 RK 62 som ses som den bästa varianten av den sovjetiska AK-47, om än anpassad för den israeliska armén.